# Челе-Бар
Челе-Бар (перс. چله بر) — село в Ірані, у дегестані Дештвейл, у бахші Рахматабад-о-Блукат, шагрестані Рудбар остану Ґілян. За даними перепису 2006 року, його населення становило 148 осіб, що проживали у складі 39 сімей.

## Клімат
Середня річна температура становить 14,75°C, середня максимальна – 28,66°C, а середня мінімальна – 0,14°C. Середня річна кількість опадів – 706 мм.
| Клімат поселення                              | Клімат поселення | Клімат поселення | Клімат поселення | Клімат поселення | Клімат поселення | Клімат поселення | Клімат поселення | Клімат поселення | Клімат поселення | Клімат поселення | Клімат поселення | Клімат поселення | Клімат поселення |
| Показник                                      | Січ.             | Лют.             | Бер.             | Квіт.            | Трав.            | Черв.            | Лип.             | Серп.            | Вер.             | Жовт.            | Лист.            | Груд.            |                  |
| Середній максимум, °C                         | 12,57            | 11,63            | 13,08            | 18,87            | 22,51            | 26,70            | 28,42            | 28,66            | 24,97            | 21,23            | 17,48            | 12,90            |                  |
| Середня температура, °C                       | 6,83             | 5,89             | 7,34             | 13,13            | 16,76            | 20,97            | 23,83            | 24,07            | 20,38            | 16,64            | 12,88            | 8,30             |                  |
| Середній мінімум, °C                          | 1,09             | 0,14             | 1,60             | 7,38             | 11,02            | 15,22            | 19,22            | 19,48            | 15,79            | 12,06            | 8,30             | 3,70             |                  |
| Норма опадів, мм                              | 70               | 59               | 74               | 56               | 35               | 20               | 19               | 30               | 57               | 89               | 91               | 106              |                  |
| Середньомісячна швидкість вітру, м/с          | 2.22             | 2.60             | 2.54             | 2.51             | 2.31             | 2.48             | 2.47             | 2.26             | 2.10             | 1.81             | 1.99             | 2.20             |                  |
| Середньомісячна сонячна радіація, кДж/м²·день | 7311             | 9576             | 11646            | 16069            | 20141            | 22425            | 22678            | 19529            | 16467            | 11640            | 9015             | 7044             |                  |
| --------------------------------------------- | ---------------- | ---------------- | ---------------- | ---------------- | ---------------- | ---------------- | ---------------- | ---------------- | ---------------- | ---------------- | ---------------- | ---------------- | ---------------- |
| Джерело:                                      |                  |                  |                  |                  |                  |                  |                  |                  |                  |                  |                  |                  |                  |